# Karol Nawrocki
Karol Tadeusz Nawrocki (Gdansk, 3 de março de 1983) é um historiador, boxeador e político polonês, é o sétimo presidente da Polônia da Terceira República Polonesa. Desde 2021, é diretor do Instituto da Memória Nacional. Também foi diretor do Museu da Segunda Guerra Mundial em Gdańsk entre 2017 e 2021. Após vencer as eleições presidenciais polonesas de 2025 do país polonês.
A pesquisa de Nawrocki concentra-se na oposição anticomunista na Polônia, no crime organizado na República Popular da Polônia e na história do esporte. Em fevereiro de 2024, ele foi listado como uma das pessoas procuradas pela Federação Russa por acusações criminais relacionadas a ações referentes à remoção de monumentos que comemoravam a presença do Exército Vermelho em território polonês nos anos de 1944 a 1989. Em 24 de novembro de 2024, Nawrocki foi anunciado e apoiado pelo partido Lei e Justiça (PiS) como candidato independente às eleições presidenciais polonesas de 2025.

## Carreira
Nawrocki formou-se na Faculdade de História da Universidade de Gdańsk onde obteve seu doutorado em 2013. Em 2023, concluiu o MBA Internacional em Estratégia, Gestão de Programas e Projetos, um curso de pós-graduação na Universidade Tecnológica de Gdańsk.
Trabalhou no Instituto da Memória Nacional entre 2009 e 2017, dirigindo o Gabinete de Educação Pública da filial de Gdańsk entre 2013 e 2017. Também foi presidente do Conselho Distrital de Siedlce em Gdańsk entre 2011 e 2017.
Em 2017, foi nomeado diretor do Museu da Segunda Guerra Mundial em Gdańsk, cargo que ocupou até 2021. Em seguida, voltou ao Instituto da Memória Nacional, tornando-se seu vice-presidente em junho de 2021. Em julho de 2021, ele assumiu o cargo de diretor do Instituto da Memória Nacional, após ser eleito pela Câmara dos Deputados e aprovado pelo Senado da Polônia.
Nawrocki é autor ou coautor de vários livros, bem como de inúmeros artigos científicos e de divulgação científica sobre a oposição anticomunista, o crime organizado na República Popular da Polônia e a história do esporte.
Nawrocki usou o pseudônimo “Tadeusz Batyr” para escrever um livro sobre um gângster que vivia na Polônia comunista dos anos 80. Em 2018, Nawrocki apareceu na televisão como Tadeusz Batyr, usando um chapéu e com o rosto desfocado pela transmissão televisiva, onde afirmou que Nawrocki “o inspirou” e destacou como Nawrocki “foi a primeira pessoa a investigar o crime organizado na Polônia comunista”. Enquanto isso, nas redes sociais, Nawrocki escreveu que “Tadeusz Batyr entrou em contato comigo para pedir algumas orientações” e “agradeceu minha ajuda com um livro interessante, que recomendo”.

### Campanha presidencial de 2025
Em 24 de novembro de 2024, no Edifício da Sociedade de Ginástica Sokół, durante o Congresso Cívico organizado pelo partido Lei e Justiça, Nawrocki foi anunciado por Andrzej Nowak como candidato independente às eleições presidenciais de 2025 apoiado por este grupo. Karol Nawrocki, presidente do Instituto da Memória Nacional, apresentou a biografia e as realizações de Nawrocki, referindo-se a eventos históricos e à situação geopolítica contemporânea da Polônia. Ele terminou em segundo lugar no primeiro turno, realizado em 18 de maio de 2025, com 29,1% dos votos, e enfrentou o candidato da Plataforma Cívica, Rafał Trzaskowski, no segundo turno, em 1º de junho.
Em 2 de maio de 2025, Nawrocki se reuniu com Donald Trump no Salão Oval.
Em 22 de maio de 2025, Nawrocki se reuniu com Sławomir Mentzen, que ficou em terceiro lugar no primeiro turno das eleições. Mentzen apresentou um conjunto de oito pontos para um candidato assinar, que foram assinados por Nawrocki.
Os ex-candidatos Marek Jakubiak e Marek Woch apoiaram Nawrocki para o segundo turno.
Em 1º de junho de 2025, Nawrocki venceu o segundo turno, derrotando Trzaskowski por menos de um ponto percentual.

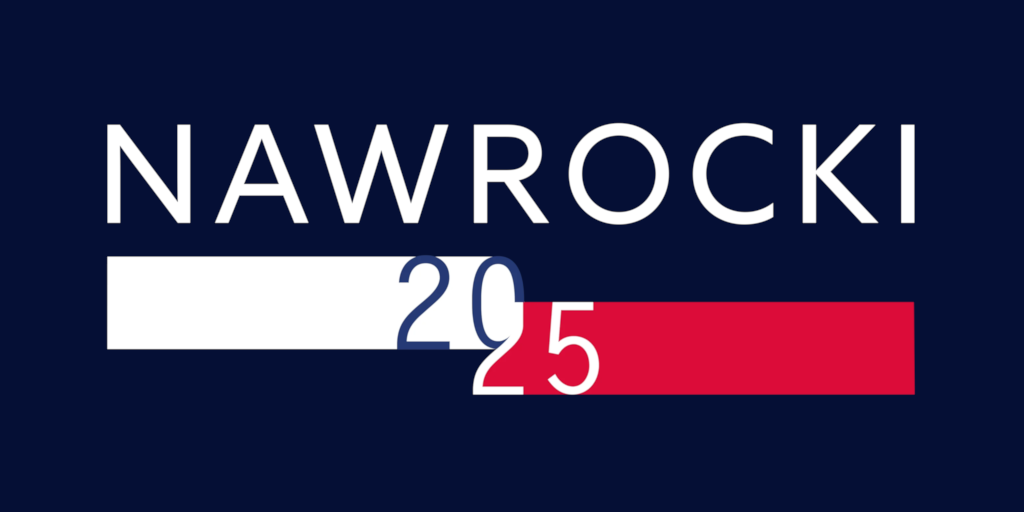
Logotipo da campanha presidencial de Karol Nawrocki em 2025

Rapidamente começaram as especulações sobre se o PiS substituiria Nawrocki quando foi revelado que ele tinha contato com um futuro criminoso durante sua carreira como boxeador duas décadas antes, pelo que foi atacado por políticos da oposição. As pesquisas mostraram, no entanto, que a grande maioria das pessoas não esperava que Nawrocki fosse substituído. Nawrocki continuaria sendo o candidato presidencial do PiS na primeira rodada e enfrentaria mais controvérsias sobre sua vida privada. Nawrocki acusou a coalizão governista de sexualizar crianças, jogando demonstrativamente uma cópia do livro Gender Queer: A Memoir em uma trituradora de papel. Na conferência do partido em 2 de março, Nawrocki declarou a eleição como um “referendo sobre a rejeição de Tusk”, o que continuaria sendo um tema ao longo da campanha. Durante a campanha, surgiram críticas públicas sobre a aquisição de um segundo apartamento por Nawrocki de um idoso em prisão preventiva. Como Nawrocki havia declarado possuir apenas um apartamento durante um debate, o Onet divulgou informações sobre ele possuir um segundo. O candidato passou a declarar que havia adquirido o segundo apartamento do idoso em troca de cuidados vitalícios, mas foi revelado que o homem foi colocado em uma instituição de cuidados do Estado sem o envolvimento de Nawrocki. Em meio a acusações de exploração, Nawrocki defendeu a legalidade do negócio e prometeu doar a propriedade para instituições de caridade. Ao longo do segundo turno, Nawrocki enfrentou uma série de novas controvérsias envolvendo sua vida pessoal, começando com a revelação de que ele havia participado anteriormente de uma briga de hooligans de futebol entre torcedores do Lechia Gdańsk e do Lech Poznań. Enfrentando críticas, ele acusou o primeiro-ministro Tusk de também ter participado de hooliganismo no futebol em sua juventude e chamou as brigas de “batalhas nobres”. Também veio à tona que Nawrocki tinha tatuagens do Chelsea F.C. e do Lechia Gdańsk no torso. Outras controvérsias sobre o passado pessoal de Nawrocki surgiram devido a alegações de que ele teria trabalhado como guarda-costas de prostitutas em um hotel cinco estrelas em Sopot na juventude e usado snus durante um debate presidencial ao vivo, levantando suspeitas de seu forte vício em nicotina.

## Ideologia política

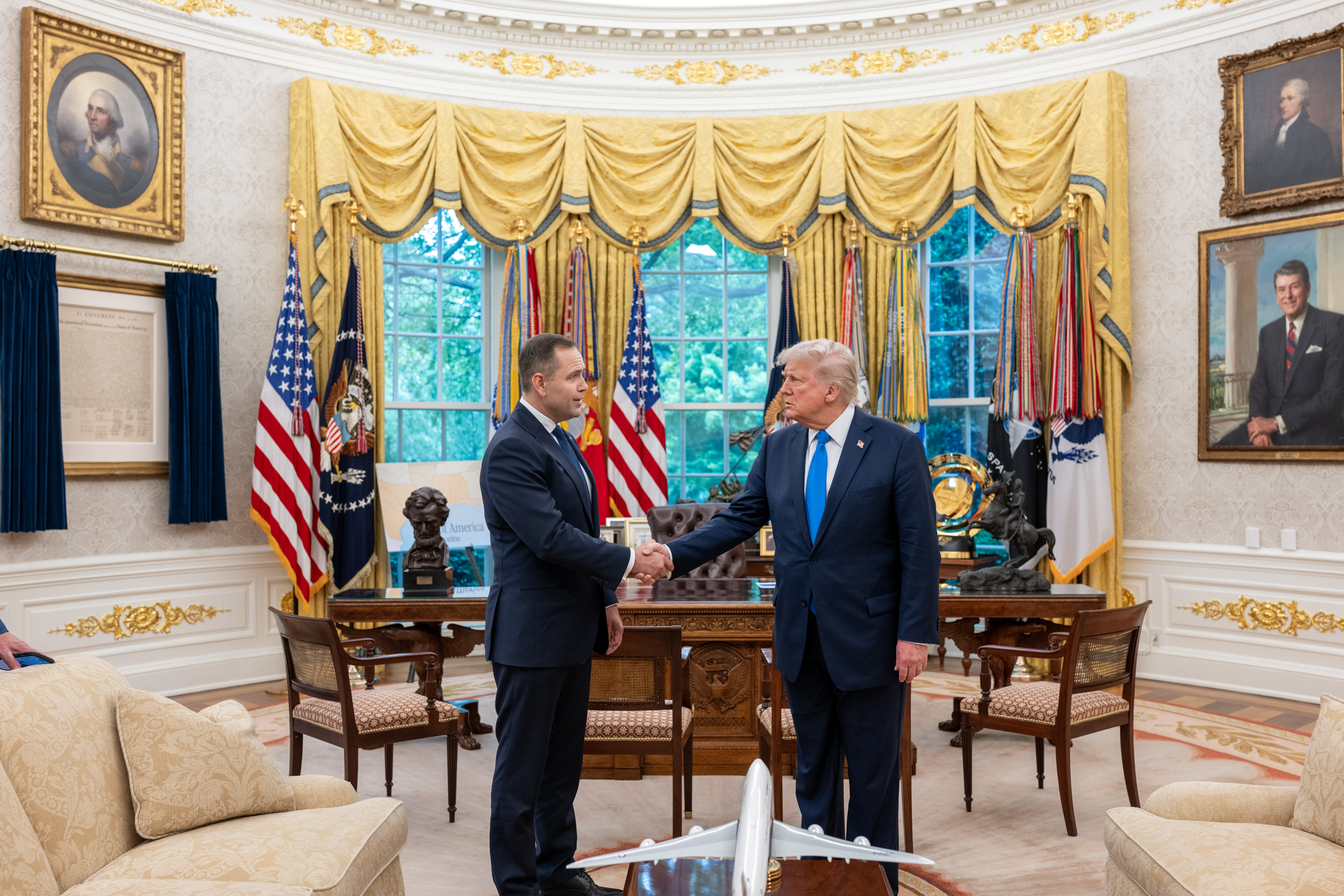
Nawrocki cumprimentando o presidente dos EUA, Donald Trump, em maio de 2025

Nawrocki é considerado apartidário, mas com uma visão conservadora. Nawrocki descreve-se como um “representante do campo patriótico em sentido lato” e salienta que nunca pertenceu a nenhum partido político. Ele se considera “um candidato cívico” que vai acabar com a “guerra polaco-polaca”. Ele declarou que está pronto para apoiar “qualquer governo polonês que exija a exumação das vítimas polonesas em Volínia” e descreve as questões históricas e de responsabilidade social como suas “linhas divisórias”. A Euronews descreve a orientação política da campanha de Nawrocki como “patriótica, pró-cristã, pró-OTAN e favorável ao presidente Donald Trump”.

### Questões sociais
Ele tem opiniões culturalmente conservadoras e acusou a coalizão governista e os grupos LGBT de sexualizar as crianças, jogando demonstrativamente um exemplar do livro Gender Queer: A Memoir em uma trituradora de papel durante a campanha de 2025. Nawrocki defende a manutenção de laços estreitos entre a Igreja Católica na Polônia e o governo polonês, a ampla criminalização do aborto e a oposição à legalização do casamento entre pessoas do mesmo sexo ou das uniões civis, citando a ética sexual católica. Em termos geopolíticos, ele apoia o fortalecimento das relações da Polônia com os Estados Unidos e a OTAN, ao mesmo tempo em que se opõe à integração europeia.
Ele apoia a criminalização do aborto em amplamente e se opõe à legalização do casamento entre pessoas do mesmo sexo e uniões civis, citando a ética sexual católica. Ele enfatizou em sua campanha o compromisso com o patriotismo polonês, os valores cristãos e a soberania nacional, e declarou a necessidade de defender os valores sociais tradicionais. Ele declarou sua forte oposição à remoção das cruzes dos prédios públicos. Ele tem opiniões anticomunistas e já fez críticas ao sistema educacional polonês, alegando que a educação polonesa é controlada pelo “ambiente pós-comunista do partido”. Ele foi responsável pela remoção de vários monumentos do Exército Vermelho na Polônia, considerado um ato criminoso pela Rússia, que respondeu o colocando na lista de criminosos do país. Ele descreveu os soldados amaldiçoados como heróis nacionais da Polônia e elogiou o partido Lei e Justiça por propor e implementar um dia nacional de memória em sua homenagem.
Em questões econômicas, Nawrocki se descreve como um forte defensor dos programas de investimento social e armamento. Em um discurso no qual aceitou o apoio do partido Lei e Justiça à sua candidatura, Nawrocki prometeu abolir todos os impostos sobre horas extras e se concentrar em grandes investimentos econômicos; ele apoia fortemente o projeto do Porto Central de Comunicações e elogiou os esquemas da Região Industrial Central e Stocznia Gdynia desenvolvidos no período entre guerras da Segunda República Polonesa. Nawrocki expressou seu fascínio por outros grandes investimentos, como o canal Vistula Spit e o terminal de GNL Świnoujście, e deseja realizar empreendimentos semelhantes.
Ele apoia programas de assistência social e se opõe à adoção do euro como moeda da Polônia. Ele destaca a falta de transporte na Polônia e prometeu desenvolver a infraestrutura ferroviária nas regiões menos desenvolvidas do país.
Nawrocki propõe a criação de um imposto adicional para proprietários de três ou mais apartamentos, com isenção para famílias com filhos.
Ele se opôs ao corte de gastos feito por Donald Tusk nas contribuições para a saúde das empresas e afirmou que se oporia a qualquer tentativa de reduzir o financiamento da saúde.
Nawrocki também assinou uma lista de 11 compromissos, incluindo promessas de não aumentar a idade de aposentadoria, manter as proteções aos trabalhadores, defender o salário mínimo, manter a proibição de atividades comerciais aos domingos, promover o patriotismo econômico e aumentar o financiamento para os serviços de saúde pública e agricultura. Com base nesses compromissos, ele recebeu o apoio do sindicato Solidariedade da Polônia.
Nawrocki apoia a cobrança de impostos adicionais sobre “gigantes digitais que operam online e têm como alvo os usuários poloneses” e a expansão da habitação social.
Ele defende que a Polônia precisa alcançar a “soberania energética total”. Ele apoia a energia nuclear, descrevendo-a como “a mais segura e estável”. Ele também criticou o Acordo Verde Europeu, afirmando que, embora apoie a proteção ambiental, se opõe à “loucura climática às custas das famílias, dos trabalhadores e dos empresários poloneses”. Nawrocki também acredita que a Polônia precisa garantir sua segurança alimentar e respeitar “a soberania do campo polonês”; ele descreveu a Polônia rural como “o esteio da cultura, das tradições e dos valores sociais poloneses”. Ele deseja implementar novas políticas que combatam a “concorrência desleal” na economia polonesa.

### Política externa
Nawrocki opõe-se à federalização da União Europeia e sublinha a necessidade de manter a identidade nacional polaca dentro da União Europeia, acrescentando que "a Polónia não precisa de um Estado centralizado povoado por cidadãos da UE de origem polaca".
Ele já havia denunciado anteriormente as tentativas de minimizar os massacres de poloneses em Volínia e na Galícia Oriental entre 1943 e 1945, com o objetivo de melhorar as relações entre a Polônia e a Ucrânia. Nawrocki se opõe à adesão da Ucrânia à OTAN ou à União Europeia até que o país assuma a responsabilidade pelo genocídio de poloneses em Volínia.
Ele apoia o fim da guerra entre a Rússia e a Ucrânia por meio de um acordo de paz, mas argumenta que a questão das cessões territoriais deve ser decidida pela comunidade europeia, bem como pela própria Ucrânia. Ele exige reparações da Alemanha à Polônia pela Segunda Guerra Mundial e afirma que elas são necessárias para que a Alemanha prove que tem intenções pacíficas em relação à Polônia. Ele também se opõe veementemente à Rússia e afirmou anteriormente que “a Rússia é imperialista em sua essência, seja pelo terror branco, pelo terror vermelho ou pelo terror moderno”.